# Geoorde fuut
De geoorde fuut (Podiceps nigricollis) is een watervogel, het is een klein soort fuut (Podicipedidae).

## Beschrijving
De geoorde fuut is een trekvogel en ongeveer even groot als de kuifduiker maar 's zomers heeft hij een zwarte hals. Ook zijn kop heeft een andere vorm. Bij de geoorde fuut is deze hoger en niet plat. Hij heeft een zwarte kop met een goudgele oorpluim. De ondersnavel van de geoorde fuut is naar boven gebogen en lijkt daardoor "opgewipt", de snavel van de kuifduiker is recht, dolkvormig.
In de winter is het onderscheid lastig. Ook dan is de kopvorm onderscheidend, maar dat is op grote afstand vaak lastig te zien. Het zwart boven op de kop loopt bij de geoorde fuut tot onder het oog terwijl dit bij de kuifduiker duidelijker afgegrensd is en onder het oog abrupt ophoudt. De lichaamslengte bedraagt 30 tot 35 cm en het gewicht 250 tot 600 gram.

Geoorde fuut en kuifduiker in winterkleed
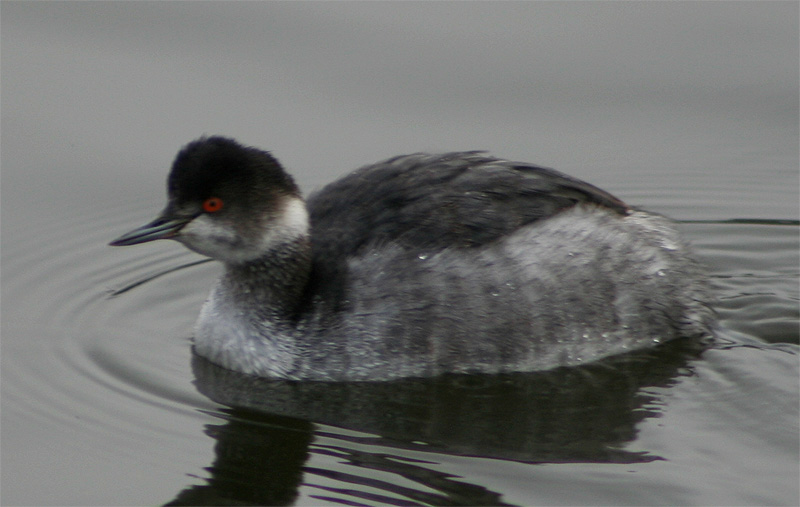
Geoorde fuut
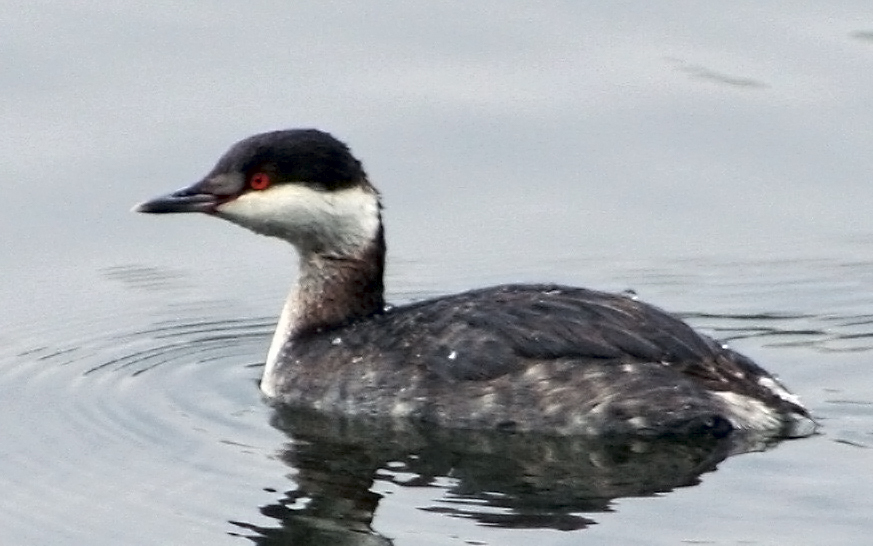
Kuifduiker

## Leefwijze
Het voedsel bestaat voornamelijk uit kleine vissen, schelpdieren en insecten, die in de vlucht worden gevangen.

## Broedgedrag
Het legsel bestaat uit 4 geelachtig witte eieren, die in 3 weken worden uitgebroed in een drijvend nest tussen de vegetatie.
- Baltsende geoorde fuut

## Verspreiding
Deze fuut komt voor in grote delen van Noord-Amerika, Eurazië en zuidelijke Afrika (zie kaartje). Ze broeden in zoute meren en moerassen in drijvende nesten.
De soort telt 3 ondersoorten:
- P. n. nigricollis: Eurazië.
- P. n. gurneyi: Afrika bezuiden de Sahara.
- P. n. californicus: Noord-Amerika.

## Status als broedvogel in Nederland en Vlaanderen
De geoorde fuut broedt op dezelfde wijze als de gewone fuut, maar vaker in losse kolonies van enkele broedparen bij elkaar in de buurt. Het is een (zeer) schaarse broedvogel in Nederland, voornamelijk op de hoge zandgronden in Drenthe, Noord-Brabant en Noord-Limburg. In Vlaanderen is het een zeldzame broedvogel in de Kempen.
Buiten de broedtijd komt de geoorde fuut in klein aantal voor vaak in zoute wateren zoals het Grevelingenmeer en de westelijke Waddenzee.